# Pegoplata granadensis
Pegoplata granadensis is een vliegensoort uit de familie van de bloemvliegen (Anthomyiidae). De wetenschappelijke naam van de soort is voor het eerst geldig gepubliceerd in 1989 door Michelsen.